# جائحة فيروس كورونا في جزر سليمان
يعد وباء كورونا في جزر سليمان جزءًا من الوباء العالمي المستمر لمرض فيروس كورونا 2019 (COVID-19) الناجم عن فيروس كورونا المرتبط بالمتلازمة التنفسية الحادة الشديدة النوع 2 (SARS-CoV-2). تم تأكيد وصول الفيروس إلى جزر سليمان في 3 أكتوبر 2020.

## الخلفية
تم التعرف على فيروس كورونا الجديد الذي تسبب في مرض تنفسي في مدينة ووهان، مقاطعة هوبي، الصين، في ديسمبر 2019، وتم إبلاغ منظمة الصحة العالمية في 31 ديسمبر 2019، والتي أكدت قلقها في 12 يناير 2020. أعلنت منظمة الصحة العالمية تفشي طوارئ الصحة العامة ذات الاهتمام الدولي في 30 يناير، ووباء في 11 مارس.
معدل الوفيات بسبب المرض أقل بكثير من معدل السارس، وهو مرض مرتبط ظهر في عام 2002، ولكن انتقاله كان أكبر بكثير، مما أدى إلى عدد أكبر من الوفيات الإجمالية.

## الجدول الزمني
في 27 مارس علق رئيس الوزراء ماناسيه سوغافاري جميع الرحلات الجوية إلى البلاد وأعلن حالة الطوارئ الاحترازية في هونيارا حيث سيتم إغلاق معظم أماكن الترفيه (الكنائس معفاة من الأمر). في 3 أبريل 2020، كثفت الحكومة عمليات التفتيش على الزوار الوافدين وفرضت قيودًا على الزوار الذين زاروا البلدان التي تعتبر عالية الخطورة.
في 31 مارس/آذار أمر فرانكو رودي، السكرتير الدائم لوزارة التعليم وتنمية الموارد البشرية، بإغلاق جميع المدارس في جزر سليمان.
في 5 أبريل / نيسان، خاطبت ملكة جزر سليمان الكومنولث في بث متلفز، طلبت فيه من الناس «أن يشعروا بالارتياح لأنه بينما قد لا يزال لدينا المزيد لنتحمله، ستعود أيام أفضل». وأضافت: «سنكون مع أصدقائنا مرة أخرى، وسنكون مع عائلاتنا مرة أخرى، وسنلتقي مرة أخرى».
في 3 أكتوبر 2020، تم الإعلان عن وصول المرض إلى جزر سليمان. في ذلك التاريخ، أعلن رئيس الوزراء ماناسيه سوغافاري أن أحد الطلاب العائدين من الفلبين أثبتت إصابته بالفيروس بعد اختبار المريض عند وصوله إلى عاصمة جزر سليمان، هونيارا. كان المريض بدون أعراض، وتم اختباره سلبيًا للمرض قبل إعادته إلى الوطن.
كان الطالب من بين 400 من سكان جزر سليمان الذين تقطعت بهم السبل في الفلبين الذين تخطط حكومة جزر سليمان لإعادتهم إلى وطنهم. وقد ثبتت إصابة 18 آخرين بالمرض في الفلبين أثناء انتظار إعادتهم إلى الوطن.
تم تأكيد حالتين أخريين في 11 و15 أكتوبر 2020. كلا الشخصين المتورطين في القضية في نفس الرحلة مثل الحالة الأولى، وهما طلاب، وبدون أعراض.
تم تأكيد أربع حالات أخرى في 27 أكتوبر 2020. كان الأربعة من لاعبي كرة القدم المقيمين في المملكة المتحدة.
في 3 نوفمبر، تم تأكيد خمس حالات. أربعة لاعبون محليون وواحد كوري الجنسية.
في 9 نوفمبر 2020، تم تأكيد 3 حالات إصابة أخرى بالمرض، ليرتفع العدد الإجمالي إلى 16 حالة. ينتمي أحدهم إلى المجموعة الأصلية من الفلبين والآخران من لاعبي كرة القدم الذين عادوا من المملكة المتحدة؛ بالإضافة إلى ذلك، تم تأكيد شفاء خامس.
في 24 نوفمبر، تم تأكيد حالة إصابة أخرى بالمرض، ليرتفع العدد الإجمالي إلى 17 حالة.
في 4 ديسمبر، جاءت نتائج اختبار المرض سلبية لثلاثة أجانب محتجزين مع اليختين الخاصين بهم بدعوى الدخول غير القانوني إلى حدود الإقليم.
في 8 فبراير 2021، تم تأكيد حالة إصابة واحدة أخرى، ليرتفع العدد الإجمالي إلى 18 حالة.